# Lijst van darters met een PDC Tourkaart 2020
Aan 128 dartspelers van de Professional Darts Corporation zijn voor 2020 tourkaarten toegekend waarmee zij deel mogen nemen aan alle Players Championships, UK Open Qualifiers en European Tour Qualifiers.
Nieuwe spelers hebben een tourkaart voor ten minste twee jaar waarbij de verdiensten op nul worden gezet. Op PDC Pro Tour 2019 en PDC Pro Tour 2020 vindt men wie zich geplaatst hebben hiervoor. Deze ranglijst is niet te verwarren met de PDC Order of Merit welke de bijgewerkte stand op een bepaalde datum aangeeft.

## Spelers
De lijst voor 2020 zier er als volgt uit:
| Nr. | Nationaliteit | Naam                  | Prijzengeld | Kwalificatie door     |
| --- | ------------- | --------------------- | ----------- | --------------------- |
| 1   | Nederland     | Michael van Gerwen    | £1.606.750  | Order of Merit top 64 |
| 2   | Schotland     | Peter Wright          | £944.750    | Order of Merit top 64 |
| 3   | Wales         | Gerwyn Price          | £762.250    | Order of Merit top 64 |
| 4   | Engeland      | Rob Cross             | £596.750    | Order of Merit top 64 |
| 5   | Engeland      | Michael Smith         | £570.000    | Order of Merit top 64 |
| 6   | Schotland     | Gary Anderson         | £531.500    | Order of Merit top 64 |
| 7   | Noord-Ierland | Daryl Gurney          | £469.750    | Order of Merit top 64 |
| 8   | Engeland      | Nathan Aspinall       | £450.250    | Order of Merit top 64 |
| 9   | Engeland      | James Wade            | £446.750    | Order of Merit top 64 |
| 10  | Engeland      | Dave Chisnall         | £403.750    | Order of Merit top 64 |
| 11  | Engeland      | Ian White             | £397.000    | Order of Merit top 64 |
| 12  | Oostenrijk    | Mensur Suljović       | £352.500    | Order of Merit top 64 |
| 13  | Engeland      | Adrian Lewis          | £294.000    | Order of Merit top 64 |
| 14  | Australië     | Simon Whitlock        | £280.750    | Order of Merit top 64 |
| 15  | Engeland      | Joe Cullen            | £257.500    | Order of Merit top 64 |
| 16  | Wales         | Jonny Clayton         | £254.750    | Order of Merit top 64 |
| 17  | Engeland      | Stephen Bunting       | £251.500    | Order of Merit top 64 |
| 18  | Polen         | Krzysztof Ratajski    | £245.250    | Order of Merit top 64 |
| 19  | Engeland      | Chris Dobey           | £239.500    | Order of Merit top 64 |
| 20  | Nederland     | Jeffrey de Zwaan      | £236.250    | Order of Merit top 64 |
| 21  | Engeland      | Mervyn King           | £231.000    | Order of Merit top 64 |
| 22  | Engeland      | Glen Durrant          | £226.500    | Order of Merit top 64 |
| 23  | Nederland     | Jermaine Wattimena    | £224.000    | Order of Merit top 64 |
| 24  | Duitsland     | Max Hopp              | £220.000    | Order of Merit top 64 |
| 25  | Engeland      | Darren Webster        | £207.250    | Order of Merit top 64 |
| 26  | Engeland      | Steve Beaton          | £206.250    | Order of Merit top 64 |
| 27  | Nederland     | Danny Noppert         | £197.500    | Order of Merit top 64 |
| 28  | Engeland      | Ricky Evans           | £194.000    | Order of Merit top 64 |
| 29  | België        | Dimitri van den Bergh | £184.250    | Order of Merit top 64 |
| 30  | Engeland      | Keegan Brown          | £174.250    | Order of Merit top 64 |
| 31  | Schotland     | John Henderson        | £172.250    | Order of Merit top 64 |
| 32  | Engeland      | Steve West            | £160.750    | Order of Merit top 64 |
| 33  | Nederland     | Vincent van der Voort | £151.250    | Order of Merit top 64 |
| 34  | Noord-Ierland | Brendan Dolan         | £151.250    | Order of Merit top 64 |
| 35  | Engeland      | Luke Humphries        | £150.000    | Order of Merit top 64 |
| 36  | België        | Kim Huybrechts        | £149.250    | Order of Merit top 64 |
| 37  | Ierland       | William O'Connor      | £136.000    | Order of Merit top 64 |
| 38  | Engeland      | James Wilson          | £136.000    | Order of Merit top 64 |
| 39  | Duitsland     | Gabriel Clemens       | £128.000    | Order of Merit top 64 |
| 40  | Australië     | Kyle Anderson         | £123.750    | Order of Merit top 64 |
| 41  | Ierland       | Steve Lennon          | £123.750    | Order of Merit top 64 |
| 42  | Engeland      | Ryan Joyce            | £118.750    | Order of Merit top 64 |
| 43  | Engeland      | Josh Payne            | £117.000    | Order of Merit top 64 |
| 44  | Engeland      | Ryan Searle           | £113.500    | Order of Merit top 64 |
| 45  | Spanje        | Cristo Reyes          | £112.000    | Order of Merit top 64 |
| 46  | Nederland     | Ron Meulenkamp        | £107.250    | Order of Merit top 64 |
| 47  | Engeland      | Jamie Hughes          | £103.750    | Order of Merit top 64 |
| 48  | Engeland      | Ross Smith            | £103.000    | Order of Merit top 64 |
| 49  | Nederland     | Jelle Klaasen         | £101.750    | Order of Merit top 64 |
| 50  | Duitsland     | Martin Schindler      | £82.000     | Order of Merit top 64 |
| 51  | Litouwen      | Darius Labanauskas    | £77.500     | Order of Merit top 64 |
| 52  | Engeland      | Richard North         | £77.000     | Order of Merit top 64 |
| 53  | Nederland     | Benito van de Pas     | £76.250     | Order of Merit top 64 |
| 54  | Engeland      | Justin Pipe           | £75.500     | Order of Merit top 64 |
| 55  | Nederland     | Jan Dekker            | £73.000     | Order of Merit top 64 |
| 56  | Wales         | Jamie Lewis           | £72.250     | Order of Merit top 64 |
| 57  | Noord-Ierland | Mickey Mansell        | £70.750     | Order of Merit top 64 |
| 58  | Engeland      | Luke Woodhouse        | £67.500     | Order of Merit top 64 |
| 59  | Zuid-Afrika   | Devon Petersen        | £65.750     | Order of Merit top 64 |
| 60  | Schotland     | Robert Thornton       | £64.750     | Order of Merit top 64 |
| 61  | Portugal      | José de Sousa         | £63.750     | Order of Merit top 64 |
| 62  | Engeland      | Matthew Edgar         | £60.000     | Order of Merit top 64 |
| 63  | Spanje        | Toni Alcinas          | £59.000     | Order of Merit top 64 |
| 64  | Engeland      | Simon Stevenson       | £56.250     | Order of Merit top 64 |
| 65  | Engeland      | Harry Ward            | £49.250     | Q-School 2019         |
| 66  | Engeland      | Mark McGeeney         | £39.500     | Q-School 2019         |
| 67  | Engeland      | Andy Boulton          | £35.750     | Q-School 2019         |
| 68  | Engeland      | Ted Evetts            | £30.500     | Challenge Tour 2018   |
| 69  | Letland       | Madars Razma          | £26.500     | Q-School 2019         |
| 70  | Oostenrijk    | Rowby-John Rodriguez  | £26.000     | Development Tour 2018 |
| 71  | Nederland     | Geert Nentjes         | £18.500     | Development Tour 2018 |
| 72  | Engeland      | Scott Baker           | £17.000     | Q-School 2019         |
| 73  | Noord-Ierland | Gavin Carlin          | £16.250     | Q-School 2019         |
| 74  | Finland       | Marko Kantele         | £16.000     | Q-School 2019         |
| 75  | Engeland      | Joe Murnan            | £15.000     | Q-School 2019         |
| 76  | Engeland      | Conan Whitehead       | £13.000     | Q-School 2019         |
| 77  | Engeland      | Kirk Shepherd         | £13.000     | Q-School 2019         |
| 78  | Engeland      | Reece Robinson        | £11.000     | Q-School 2019         |
| 79  | Engeland      | Matt Clark            | £10.000     | Q-School 2019         |
| 80  | Duitsland     | Christian Bunse       | £10.000     | Q-School 2019         |
| 81  | Engeland      | Adrian Gray           | £10.000     | Q-School 2019         |
| 82  | Engeland      | David Pallett         | £ 9.500     | Q-School 2019         |
| 83  | Nederland     | Yordi Meeuwisse       | £ 9.000     | Q-School 2019         |
| 84  | Engeland      | Carl Wilkinson        | £ 9.000     | Q-School 2019         |
| 85  | Nederland     | Vincent van der Meer  | £ 8.500     | Q-School 2019         |
| 86  | Nederland     | Maik Kuivenhoven      | £ 7.500     | Q-School 2019         |
| 87  | Nederland     | Niels Zonneveld       | £ 7.000     | Q-School 2019         |
| 88  | Griekenland   | John Michael          | £ 7.000     | Q-School 2019         |
| 89  | Engeland      | Nathan Derry          | £ 7.000     | Q-School 2019         |
| 90  | Wales         | Barrie Bates          | £ 6.500     | Q-School 2019         |
| 91  | Wales         | Jonathan Worsley      | £ 6.500     | Q-School 2019         |
| 92  | Nederland     | Mike van Duivenbode   | £ 5.000     | Q-School 2019         |
| 93  | Engeland      | Michael Barnard       | £ 1.000     | Challenge Tour 2018   |
| 94  | Engeland      | Callan Rydz           | £ 0         | Challenge Tour 2019   |
| 95  | Spanje        | Jesús Noguera         | £ 0         | Challenge Tour 2019   |
| 96  | Engeland      | Ryan Meikle           | £ 0         | Development Tour 2019 |
| 97  | Ierland       | Ciarán Teehan         | £ 0         | Development Tour 2019 |
| 98  | Oostenrijk    | Harald Leitinger      | £ 0         | Q-School 2020         |
| 99  | Engeland      | Jason Lowe            | £ 0         | Q-School 2020         |
| 100 | Engeland      | Gary Blades           | £ 0         | Q-School 2020         |
| 101 | België        | Mike de Decker        | £ 0         | Q-School 2020         |
| 102 | Hongkong      | Kai Fan Leung         | £ 0         | Q-School 2020         |
| 103 | Engeland      | Bradley Brooks        | £ 0         | Q-School 2020         |
| 104 | Tsjechië      | Karel Sedláček        | £ 0         | Q-School 2020         |
| 105 | Canada        | Jeff Smith            | £ 0         | Q-School 2020         |
| 106 | Engeland      | Aaron Beeney          | £ 0         | Q-School 2020         |
| 107 | Duitsland     | Steffen Siepmann      | £ 0         | Q-School 2020         |
| 108 | Wales         | Nick Kenny            | £ 0         | Q-School 2020         |
| 109 | Engeland      | Scott Waites          | £ 0         | Q-School 2020         |
| 110 | Nederland     | Dirk van Duijvenbode  | £ 0         | Q-School 2020         |
| 111 | Nederland     | Wesley Harms          | £ 0         | Q-School 2020         |
| 112 | Nederland     | Derk Telnekes         | £ 0         | Q-School 2020         |
| 113 | Nederland     | Martijn Kleermaker    | £ 0         | Q-School 2020         |
| 114 | Zweden        | Daniel Larsson        | £ 0         | Q-School 2020         |
| 115 | Kroatië       | Boris Krčmar          | £ 0         | Q-School 2020         |
| 116 | Polen         | Krzysztof Kciuk       | £ 0         | Q-School 2020         |
| 117 | Engeland      | Adam Hunt             | £ 0         | Q-School 2020         |
| 118 | Schotland     | Ryan Murray           | £ 0         | Q-School 2020         |
| 119 | Engeland      | Peter Jacques         | £ 0         | Q-School 2020         |
| 120 | Australië     | Damon Heta            | £ 0         | Q-School 2020         |
| 121 | Engeland      | Andy Hamilton         | £ 0         | Q-School 2020         |
| 122 | Engeland      | Alan Tabern           | £ 0         | Q-School 2020         |
| 123 | Engeland      | Wayne Jones           | £ 0         | Q-School 2020         |
| 124 | Schotland     | William Borland       | £ 0         | Q-School 2020         |
| 125 | Engeland      | Martin Atkins         | £ 0         | Q-School 2020         |
| 126 | Engeland      | Steve Brown           | £ 0         | Q-School 2020         |
| 127 | Engeland      | Darren Penhall        | £ 0         | Q-School 2020         |
| 128 | Engeland      | Lisa Ashton           | £ 0         | Q-School 2020         |